# Климчук Елеонора Гаврилівна
Елеонора Гаврилівна Климчук (17 серпня 1938, Харків — 27 вересня 2024)  — українська актриса і співачка (ліричне сопрано), заслужена артистка УРСР (1991).

## Життєпис
1957 — закінчила Харківський театральний інститут (викладачі І. О. Мар'яненко, О. Б. Глаголін).
1962—1965 — актриса Закарпатського українського музично-драматичного театру.
1966—2010 — солістка Харківського театру музичної комедії (ліричне сопрано ніжного тембру).

## Ролі
- Анжеліка («Чорний дракон» Д. Модуньо)
- Хівря, Комариха («Сорочинський ярмарок», «Весілля в Малинівці» О. Рябова)
- Памела («Дорога Памела» М. Самойлова)
- Пепіта («Вільний вітер» І. Дунаєвського)
- Ведуча («Ритм-балет» А. Якубова)
- Графиня Стассі, Юліана Воляп'юк, Нінон, Маріетта, Мадам Дюпон, Герцогиня Цецилія («Сільва», «Фіалка Монмартра», «Баядера», «Принцеса цирку», «Графиня Маріца» І. Кальмана)
- Кицька («Кицьчин дім» П. Вальдгардта)
- Пропорція Бездоганна («Подорож на Місяць» Ж. Оффенбаха)
- Мірабела («Циганський барон» Й. Штраусса)